# Saint-Julien-sur-Bibost
Saint-Julien-sur-Bibost település Franciaországban, Rhône megyében. Lakosainak száma 605 fő (2022. január 1.). Saint-Julien-sur-Bibost Ancy, Bessenay, Bibost, Brullioles, Montrottier és Savigny községekkel határos.

## Népesség
A település népessége az elmúlt években az alábbi módon változott:
| Lakosok száma | 556  | 562  | 574  | 562  | 565  | 566  | 570  | 587  | 605  |
|               | 2013 | 2015 | 2016 | 2017 | 2018 | 2019 | 2020 | 2021 | 2022 |